# Vitas Tomkus
Vitas Tomkus (* 9. Dezember 1956 in Šiauliai) ist ein litauischer Journalist und Verleger, Inhaber der litauischen Mediengruppe Respublikos leidinių grupė.

## Leben
Sein Bruder ist Gintaras Tomkus.
1971 absolvierte er die Kristijonas-Donelaitis-Mittelschule Klaipėda und von 1971 bis 1972 lernte er an der Seefahrtsschule Litauens und von 1973 bis 1974 an der Mittelschule in Tasowski. Von 1973 bis 1974 arbeitete er als Geologe. Von 1977 bis 1982 absolvierte er das Diplomstudium der Journalistik an der Vilniaus universitetas und arbeitete als Journalist.
1989 gründete er die Zeitung Respublika und von 1989 bis 2004 ab 2009 war ihr Chefredakteur. Ab 1997 leitete er sein Unternehmen UAB „Respublikos investicija“ als Direktor. Von 2004 bis 2009 war er Vorstandsvorsitzende der Nachrichtenagentur ELTA.

## Bibliografie
- Taranas, publikacijų rinkinys, 1988